# Barchov (zámek)
Vrcholně barokní zámek se nalézá v severovýchodní části obce Barchov v okrese Hradec Králové. Zámek tvoří architektonickou dominantu obce. Areál zámku je chráněn jako kulturní památka ČR. Národní památkový ústav tento zámek uvádí v katalogu památek pod rejstříkovým číslem ÚSKP 40666/6-585. 

## Historie
Vrcholně barokní zámek v Barchově nechal vystavět v letech 1727-1733 tehdejší hejtman Královéhradeckého kraje Kryštof Norbert Voračický z Paběnic. Na výzdobě barokního zámku se při jeho vzniku podílel i český barokní malíř Petr Brandl.
V druhé polovině 20. století zámek vlastnil Státní statek v Chlumci nad Cidlinou a později byl majitelem zámku ONV v Hradci Králové a byl v něm umístěn depozitář okresního archivu. V té době zámek silně zchátral.
V 90. letech 20. století zámek restituovali potoci posledního majitele pana Picky a následně jej nechali až do roku 2010 zchátrat. Současní majitelé zámek koupili v roce 2010 a od té doby jej postupně rekonstruují. Do roku 2019 byla kompletně opravena střecha, zámek dostal nová okna i fasády. Po dokončení rekonstrukce předpokládají majitelé zpřístupnění zámku veřejnosti.

## Popis
Zámek v Barchově je podélná, volně stojící jednopatrová budova se středním dvoupatrovým rizalitem vrcholícím v trojúhelníkovém štítě, obráceným hlavním průčelím do zahrady. V ose před severním průčelím zámku je krátké schodiště s putti.
Zámecká kaple svatého Jana Nepomuckého zabírá na výšku obě patra ve východním křídle zámku. Stavebně sestává z téměř čtvercového prostoru lodi a příčného  presbytáře. Oba tyto prostory jsou oddělené pouze triumfálním obloukem. Prostor lodi i presbytáře je nesen pilastry, uprostřed vyplněnými umělým mramorem, navrchu se štukovými hlavicemi zakončenými výrazně profilovanými barokními římsami a na spodní části obloženými patkami z pískovců. Strop kaple vymaloval v roce 1761 malíř Ferdinand Brendel. Fresky na klenbách zobrazují výjevy ze života a smrti svatého Jana Nepomuckého. 
Petr Brandl namaloval pro zámeckou kapli hlavní oltářní obraz sv. Jana Nepomuckého almužníka (známý však jen z malého mědirytu Michala Rentze – z grafického fondu v Památníku národního písemnictví v Praze na Strahově), dva protějškové obrazy Ukřižovaného a Matky Bolestné (objevené v roce 1976 v Městském muzeu v Novém Bydžově) a pravděpodobně i menší obrazy svatého Jeronýma a svaté Maří Magdalény (dosud nezvěstné).

## Galerie

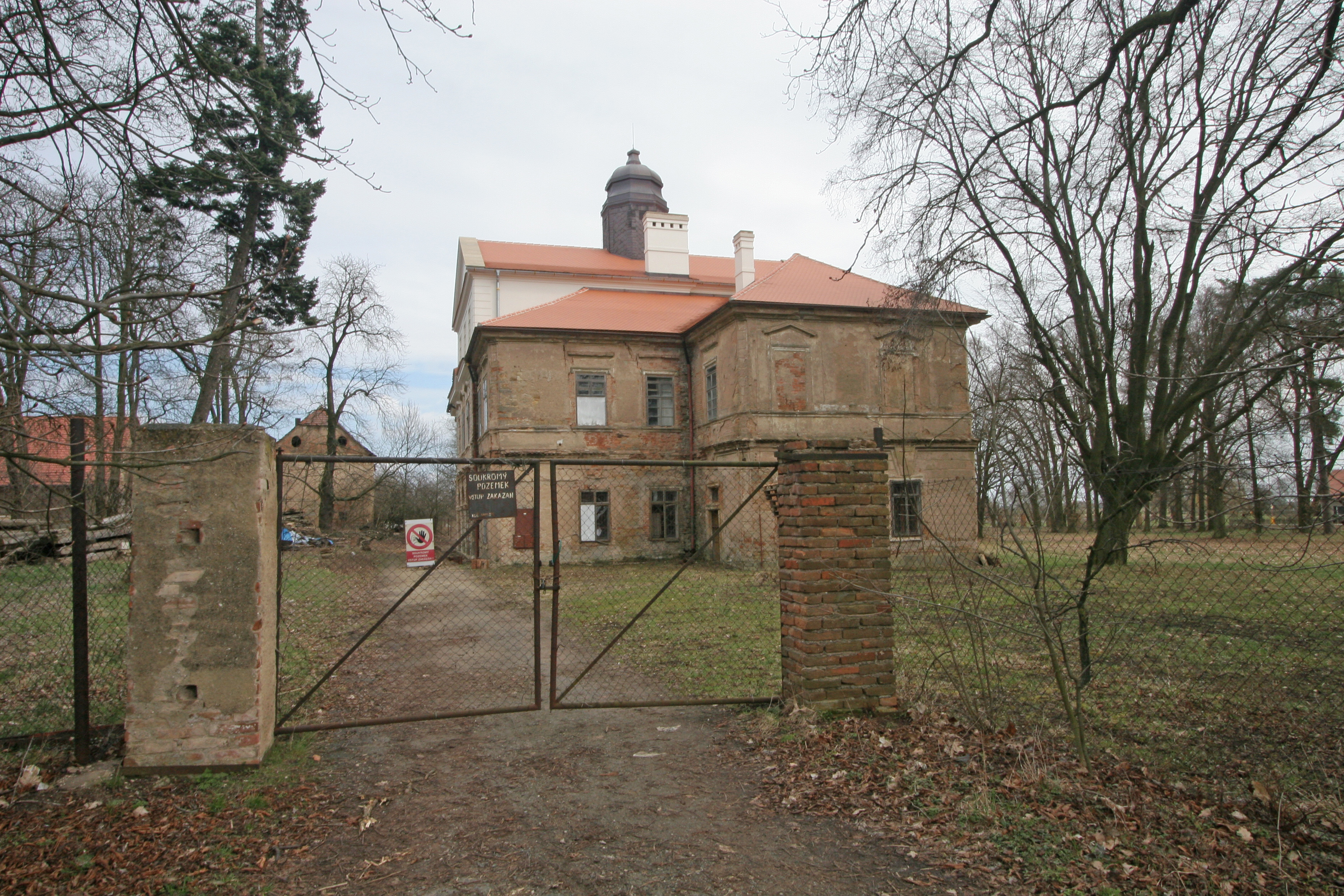
Zámek Barchov v průběhu rekonstrukce v roce 2013
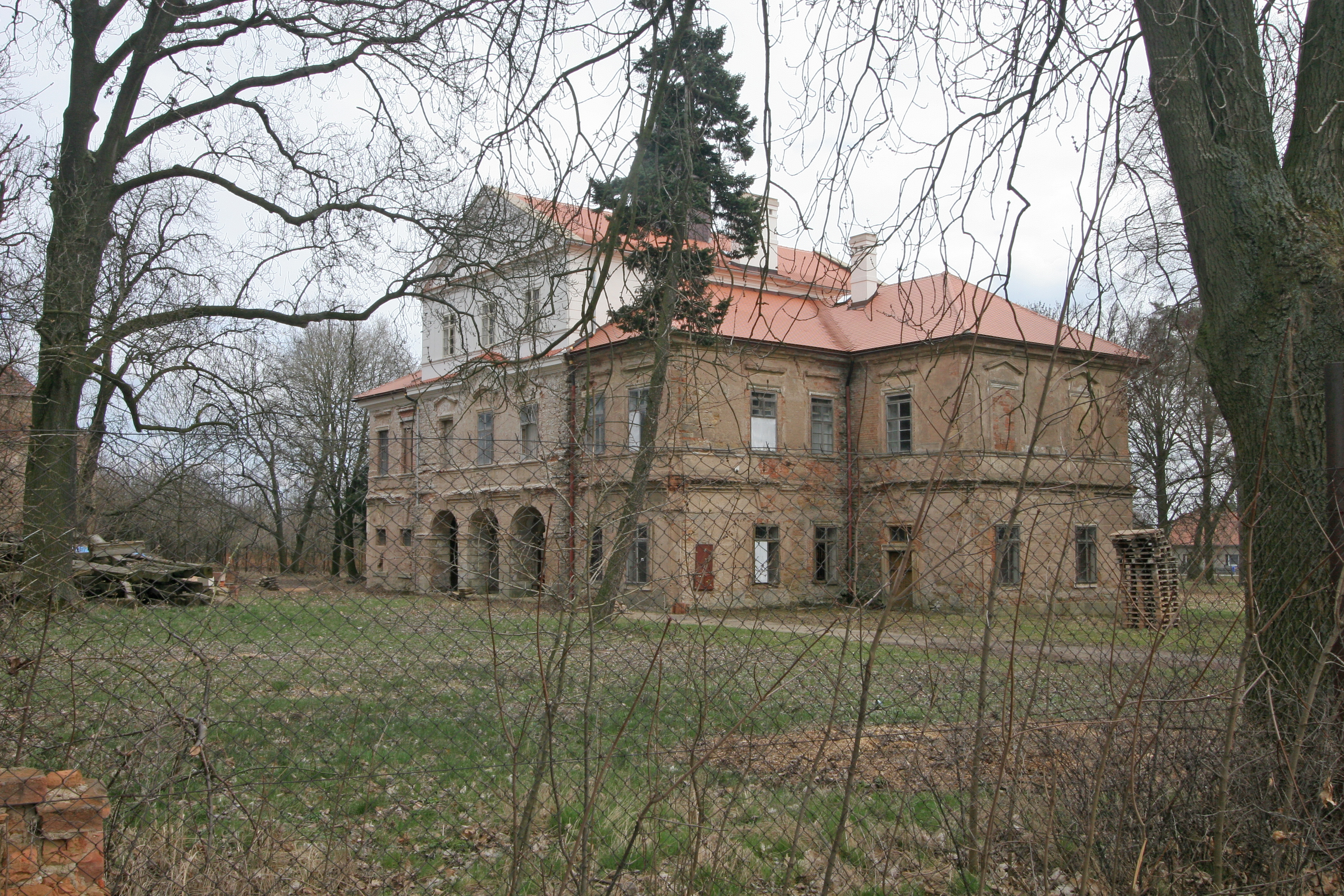
Zámek Barchov v průběhu rekonstrukce v roce 2013
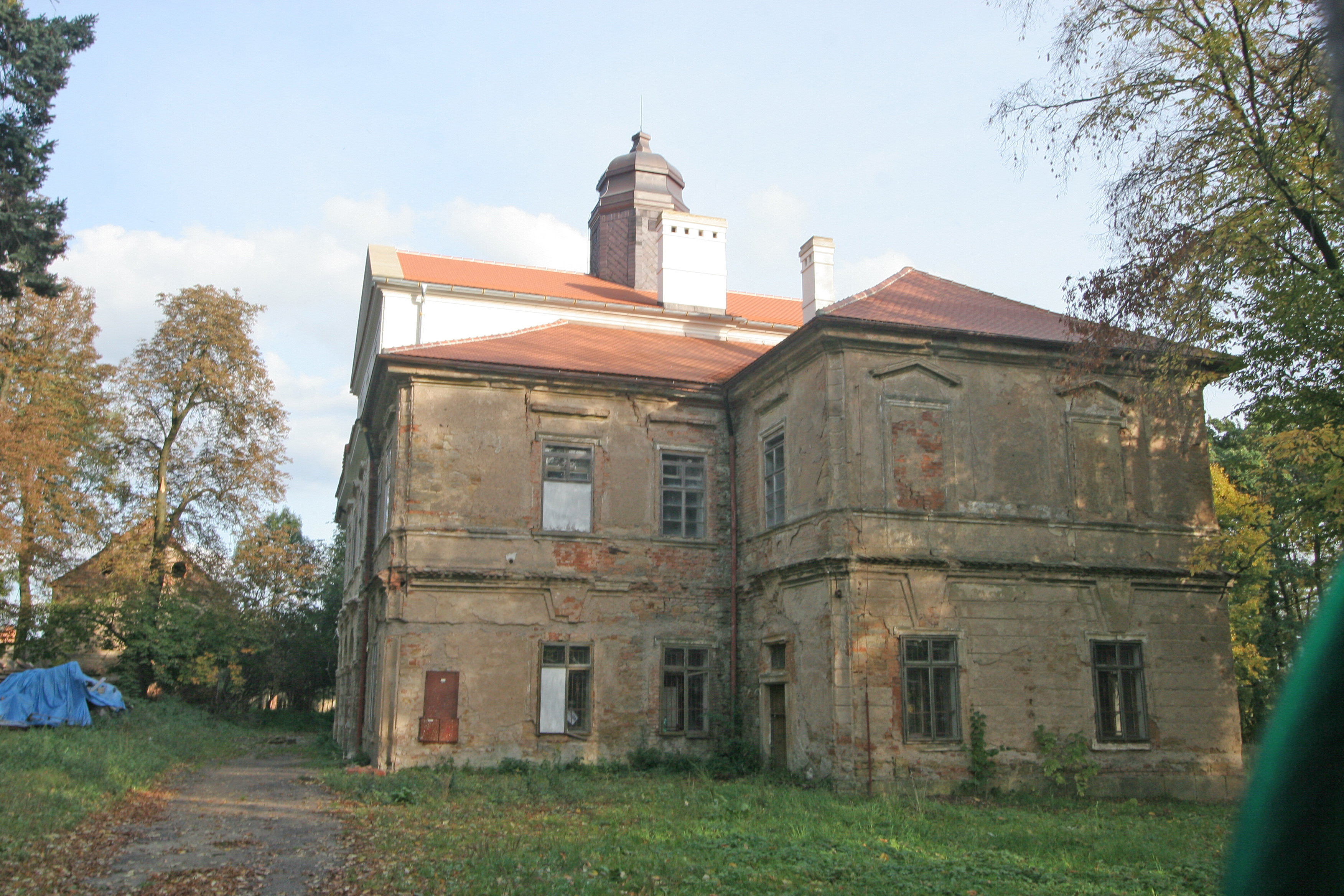
Zámek Barchov v průběhu rekonstrukce v roce 2013
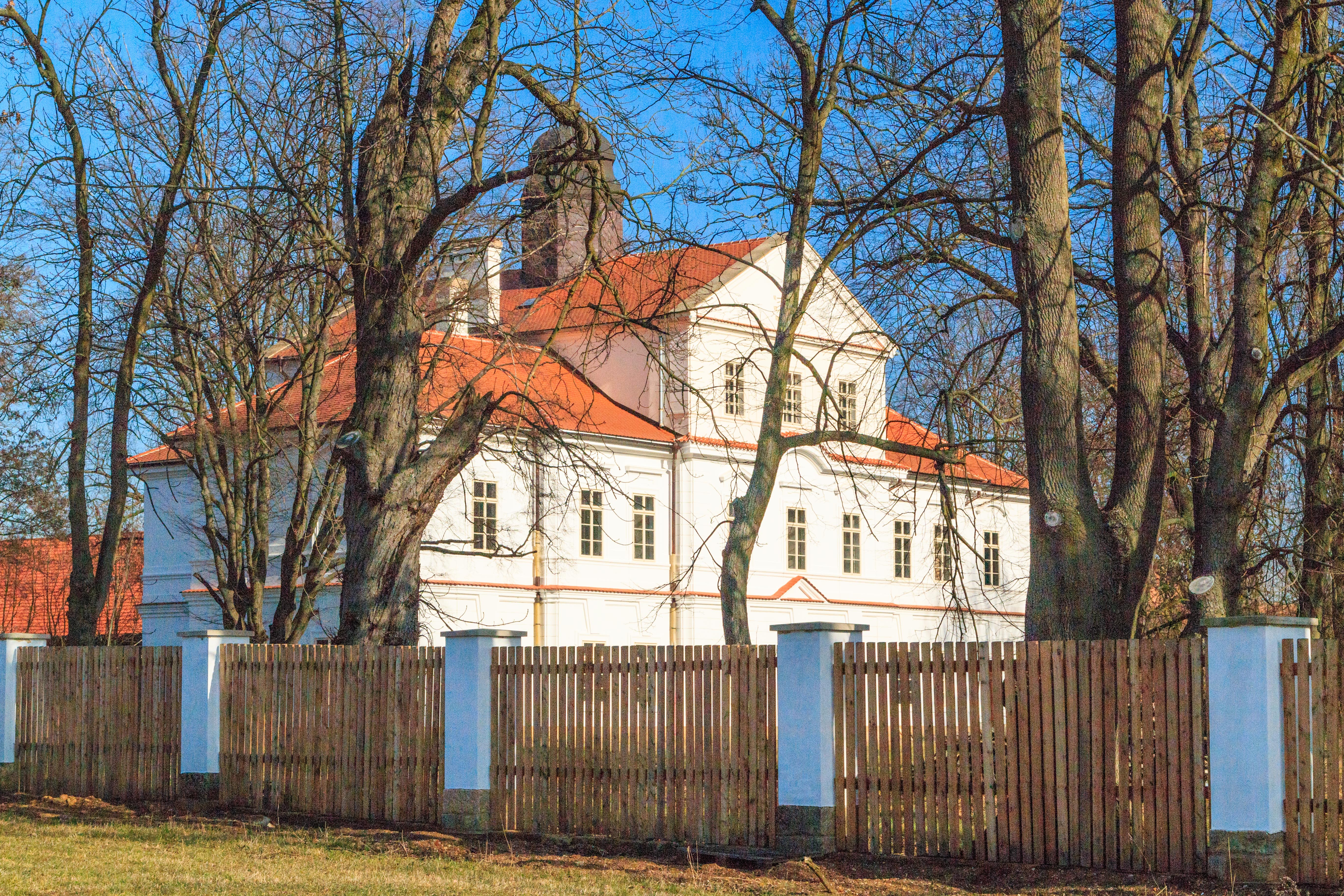
Pohled na zámek Barchov s opravenou fasádou v roce 2019
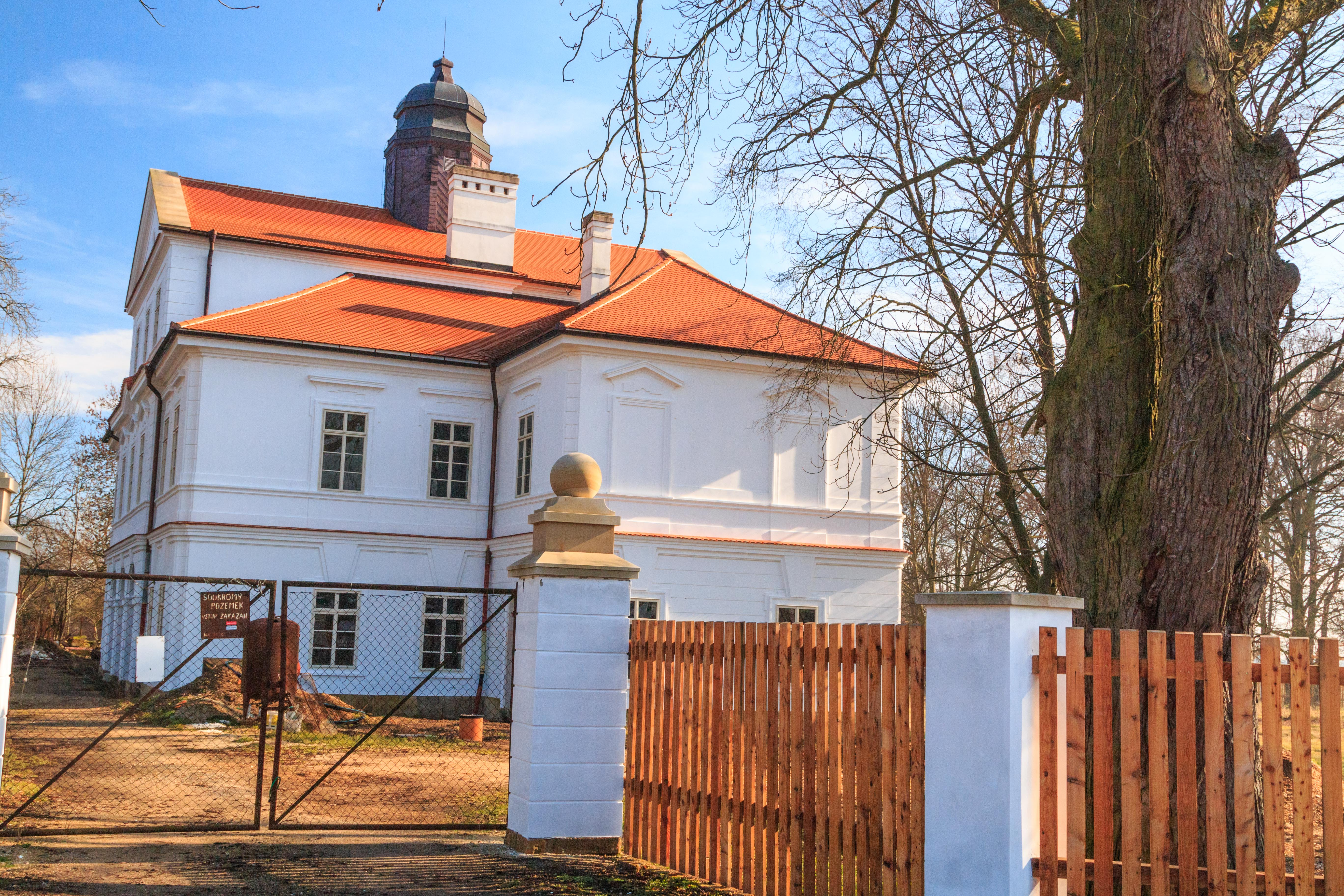
Pohled na zámek Barchov s opravenou fasádou v roce 2019
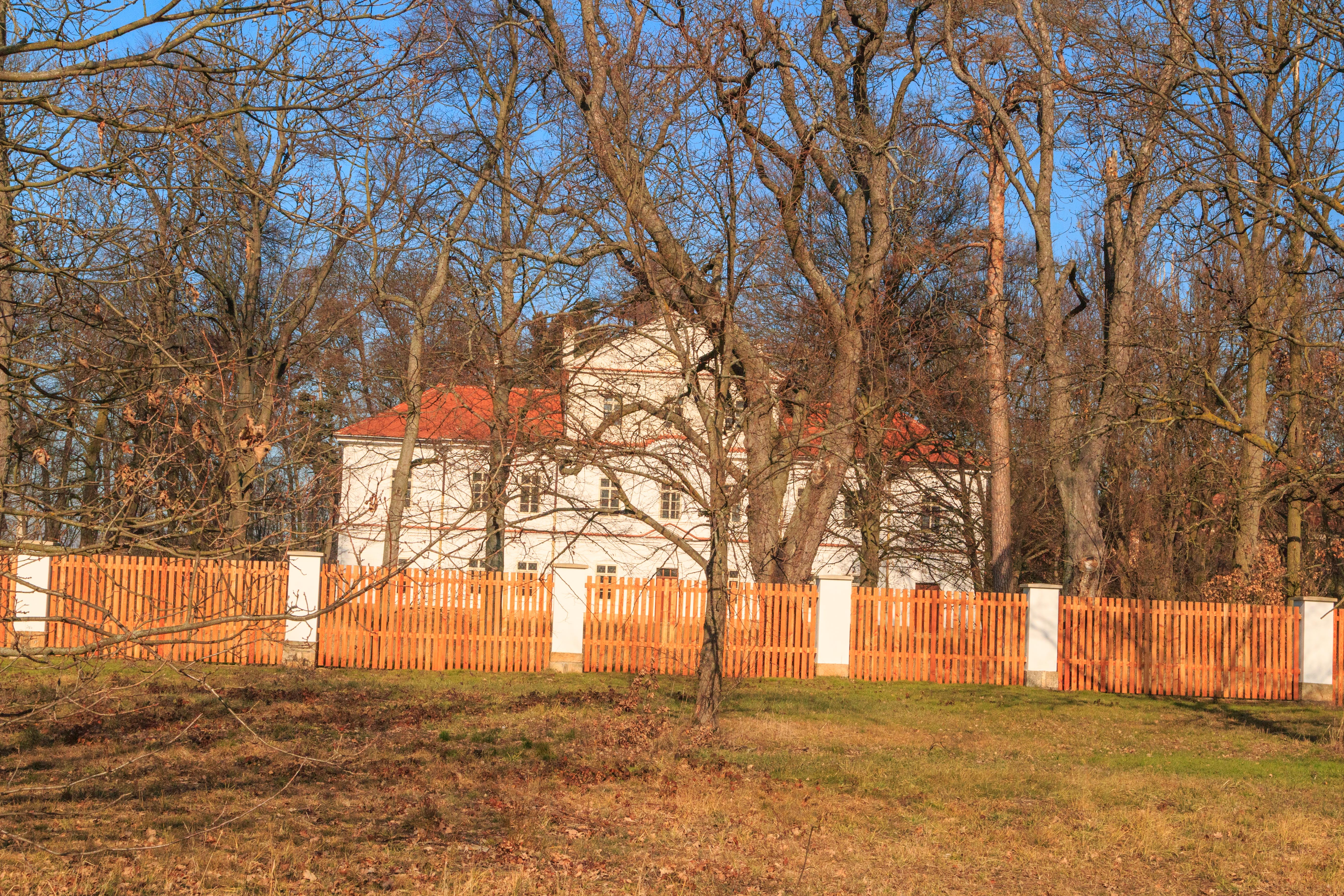
Pohled na zámek Barchov s opravenou fasádou v roce 2019